# Цинк (мінерал)
Цинк — мінерал з класу самородних елементів.

## Опис
Хімічна формула — Zn. Домішки: Cd (до 1 %). Сингонія гексагональна. Дигексагонально-дипірамідальний вид. Утворює суцільні маси явнокристалічної будови, дрібні пластинки, невеликі гроноподібні та кулясті аґреґати, кірочки на вулканічному склі. Природні кристали невідомі; штучні кристали призматичні по осі c, бочкоподібні до пластинчастих. Спайність досконала по (0001). Густина 6,7-7,2. Тв. 2. Колір і риса білі, злегка сіруваті. Блиск металічний. Крихкий. Непрозорий. Температура плавл. 419 0C. Утворюється у відновному середовищі. Зустрічається в корінних родов. Pt та розсипних родовищах Au.

## Розповсюдження
Знахідки: Урал (Росія), Австралія, Канадська Арктика. Рідкісний. Назва — можливо від старонімецького Zinke, що має кілька значень, зокрема у фармакології.

## Різновиди
Розрізняють:
- цинк кремнекислий (каламін),
- цинк рубіновий (червоний або червоно-коричневий різновид сфалериту),
- цинк сірчистий (сфалерит і вюртцит),
- цинк-ставроліт (різновид ставроліту, який містить до 7,13 % ZnO).